# Jindalee
Jindalee är en del av en befolkad plats i Australien. Den ligger i kommunen Wanneroo och delstaten Western Australia, omkring 37 kilometer nordväst om delstatshuvudstaden Perth. Antalet invånare är 1 180.
Runt Jindalee är det ganska glesbefolkat, med 34 invånare per kvadratkilometer.. Närmaste större samhälle är Butler, nära Jindalee. 
Trakten runt Jindalee består till största delen av jordbruksmark. Genomsnittlig årsnederbörd är 820 millimeter. Den regnigaste månaden är juli, med i genomsnitt 142 mm nederbörd, och den torraste är januari, med 11 mm nederbörd.